# Manuel Olivares
Manuel Olivares Lapeña (Son Servera, Baleares, 2 de abril de 1909-Madrid, 16 de febrero de 1976) fue un futbolista y entrenador español y jugador histórico del Deportivo Alavés y del Real Madrid Club de Fútbol, este último al que debe sus mayores logros y reconocimientos y del que llegó a ser su máximo goleador histórico a mediados de los años 1930.

## Biografía

### Futbolista
Jugaba de delantero y su primer equipo fue el Avión de San Sebastián, ciudad en la que se había instalado de niño por motivos de trabajo de su padre.
Más tarde, en 1928, fichó por el Deportivo Alavés. Fue uno de los integrantes del once inicial en el primer partido de la historia del Deportivo Alavés en Primera División. Fue el 7 de diciembre de 1930 en el partido frente a la Real Sociedad que finalizó con empate 2-2, en el que Olivares marcó los dos goles de su equipo, convirtiéndose en el primer jugador del equipo en marcar un gol en la máxima categoría del fútbol español. Esa temporada Olivares estuvo al frente de la clasificación de máximos goleadores del campeonato durante algún tiempo, aunque al final no consiguió ser el Pichichi.
En 1931 fichó por el Real Madrid Club de Fútbol —entonces Madrid Foot-ball Club—, equipo en el que jugó tres temporadas. Allí ganó dos ligas y una Copa de España. Jugó un total de 39 partidos con el equipo blanco en los que anotó 33 goles. Además consiguió el trofeo Pichichi de la temporada 1932-33 merced a sus 16 goles. A su salida del club era su máximo goleador histórico con 74 goles, superando el anterior registro de Gaspar Rubio, y antes de ser superado apenas un año después por Jaime Lazcano.
En la temporada 1934-35 regresó a la Real Sociedad.
Más tarde, después de haber sido entrenador del Zaragoza Club de Fútbol, decidió volver a la actividad en 1939 como jugador-entrenador. Jugó en la máxima categoría con el conjunto maño y el Hércules Club de Fútbol y en Segunda División en el Club Deportivo Málaga, para en el mercado de invierno de 1942 marchar a la localidad jienense de Úbeda, para jugar la mitad de la segunda vuelta de la temporada en el Úbeda Club de Fútbol.[cita requerida] Tras su breve paso por el cuadro ubetense, se despidió con un final de temporada en el Algeciras Club de Fútbol de 1943 que ascendió a la renacida Tercera División.
Olivares jugó un total de 82 partidos en Primera División y marcó 54 goles.

### Entrenador
En la temporada 1935-36 se hizo cargo del Real Zaragoza a partir de marzo, durante una temporada en la que el equipo quedó segundo en la Segunda División y conseguir así el ascenso. El año siguiente empezó la Guerra Civil y se suspendió el campeonato.
Más tarde, en la temporada 1946-47, volvió a entrenar al Real Zaragoza en Segunda División, pero sólo estuvo una temporada, ya que el equipo descendió de categoría.
En la temporada 1950-51 fichó por el Calvo Sotelo de Puertollano, siendo el primer entrenador que dirigió a este equipo en Tercera División.

### Selección nacional
Fue internacional con la selección española en una ocasión, el 14 de junio de 1930, en el partido ante Checoslovaquia que finalizó con derrota por 2-0.

## Estadísticas

### Clubes
Datos actualizados a fin de carrera deportiva.
Antes de recalar en el Club Deportivo Alavés se inició en el modesto club Avión de San Sebastián. Desde su ingreso al Zaragoza F. C. se desempeña como jugador-entrenador hasta su retirada en Algeciras en 1943, temporada en la que se desconocen sus participaciones. Algunas fuentes lo sitúan en el Úbeda Club de Fútbol en 1942, tras abandonar Málaga, entonces en categoría regional.
| Club            | Temporada     | Div.          | Liga         | Liga         | Copa         | Copa         | Regional    | Regional    | Total | Total | Media goleadora |
| Club            | Temporada     | Div.          | Part.        | Goles        | Part.        | Goles        | Part.       | Goles       | Part. | Goles | Media goleadora |
| --------------- | ------------- | ------------- | ------------ | ------------ | ------------ | ------------ | ----------- | ----------- | ----- | ----- | --------------- |
| C. D. Alavés    | 1928-29       | 2.ª           | 15           | 10           | 2            | —            | 6           | 5           | 23    | 15    | 0.65            |
| C. D. Alavés    | 1929-30       | 2.ª           | 18           | 23           | 6            | 4            | 8           | 13          | 32    | 40    | 1.25            |
| C. D. Alavés    | 1930-31       | 1.ª           | 14           | 10           | 2            | 3            | 7           | 12          | 23    | 25    | 1.09            |
| Total club      | Total club    | Total club    | 47           | 43           | 10           | 7            | 21          | 30          | 78    | 80    | 1.03            |
| Madrid F. C.    | 1931-32       | 1.ª           | 13           | 11           | 1            | —            | 5           | 6           | 19    | 17    | 0.89            |
| Madrid F. C.    | 1932-33       | 1.ª           | 14           | 15           | 9            | 10           | 8           | 14          | 31    | 39    | 1.26            |
| Madrid F. C.    | 1933-34       | 1.ª           | 12           | 7            | 3            | 1            | 8           | 10          | 23    | 18    | 0.78            |
| Total club      | Total club    | Total club    | 39           | 33           | 13           | 11           | 21          | 30          | 73    | 74    | 1.01            |
| Donostia F. C.  | 1934-35       | 1.ª           | 17           | 7            | 1            | —            | 10          | 7           | 28    | 14    | 0.50            |
| Zaragoza F. C.  | 1935-36       | 2.ª           | 13           | 12           | 12           | 9            | 8           | 8           | 33    | 29    | 0.88            |
| Zaragoza F. C.  | 1938-39       | 1.ª C.        | Interrumpida | Interrumpida | Interrumpida | Interrumpida | 4           | 7           | 4     | 7     | 1.75            |
| Zaragoza F. C.  | 1939-40       | 1.ª           | 5            | 2            | 5            | 2            | 2           | 3           | 12    | 7     | 0.58            |
| Total club      | Total club    | Total club    | 18           | 14           | 17           | 11           | 14          | 18          | 49    | 43    | 0.88            |
| Hércules F. C.  | 1940-41       | 1.ª           | 7            | 3            | 1            | —            | Inexistente | Inexistente | 8     | 3     | 0.38            |
| C. D. Málaga    | 1941-42       | 1.ª           | 12           | 8            | —            | —            | Inexistente | Inexistente | 12    | 8     | 0.67            |
| Algeciras C. F. | 1942-43       | 3.ª           | ?            | ?            | —            | —            | Inexistente | Inexistente | 0+    | 0+    | 0               |
| Total carrera   | Total carrera | Total carrera | 140          | 108          | 42           | 29           | 66          | 85          | 248   | 222   | 0.90            |
| 1. 2. 3. 4.     |               |               |              |              |              |              |             |             |       |       |                 |

### Como entrenador
- Zaragoza Club de Fútbol, actual Real Zaragoza (España): 35-36. Empezó como jugador y, a partir de marzo, como entrenador, consiguiendo el ascenso a Primera. División en junio de 1936.
- Hércules Club de Fútbol - (España): 39-40 y 40-41.
- Club Deportivo Málaga (España): 41-42 y 42-43.
- Real Murcia (España): 1942-1943.
- Real Balompédica Linense  (España): 1943-1944.
- Unión Deportiva Salamanca(España): 1944-1945, consiguiendo el ascenso a Segunda División, y 1945-1946, descendiendo de categoría.
- Real Zaragoza (España): 1946-1947. Descendió.
- Deportivo Fábrica Nacional de Palencia (España): 1947-1948.
- Villena Club de Fútbol (España): 1949-1950.
- Calvo Sotelo de Puertollano (España): 1950-1951 y 1951-1952.
- Real Betis Balompié (España): 1952-1953.
- Orihuela: 1953-1954.

## Palmarés
Fue distinguido con el trofeo Pichichi en la temporada 1932-33 con el Madrid Football Club, al contabilizársele 16 goles.
| Título                 | Club           | Año  |
| ---------------------- | -------------- | ---- |
| Campeonato Regional    | C. D. Alavés   | 1930 |
| Campeonato Regional    | Madrid F. C.   | 1932 |
| Campeonato de Liga     | Madrid F. C.   | 1932 |
| Campeonato Regional    | Madrid F. C.   | 1933 |
| Campeonato de Liga     | Madrid F. C.   | 1933 |
| Campeonato Regional    | Madrid F. C.   | 1934 |
| Copa                   | Madrid F. C.   | 1934 |
| Campeonato Mancomunado | Zaragoza F. C. | 1940 |